# Hegyi Emánuel
Hegyi Emánuel (Pozsony, 1877. március 25. – Budapest, 1944. március 29.) jogász, zongoraművész, főiskolai tanár.

## Életpályája
Szülei: Hegyi Pál és Barcs Terézia voltak. Jogi tanulmányai után mint a máramarosszigeti törvényszék joggyakornoka kezdte szolgálatát. 1906-ban beiratkozott a Zeneakadémiára, ahol Szendy Árpád és Szabados Béla tanítványa volt. 1910-ben diplomázott. Nagy sikerű külföldi hangversenykörútja után 1912–1942 között a Zeneművészeti Főiskola zongora tanára volt. Oktatói munkája mellett előadóművészként is szerepelt.

## További információk

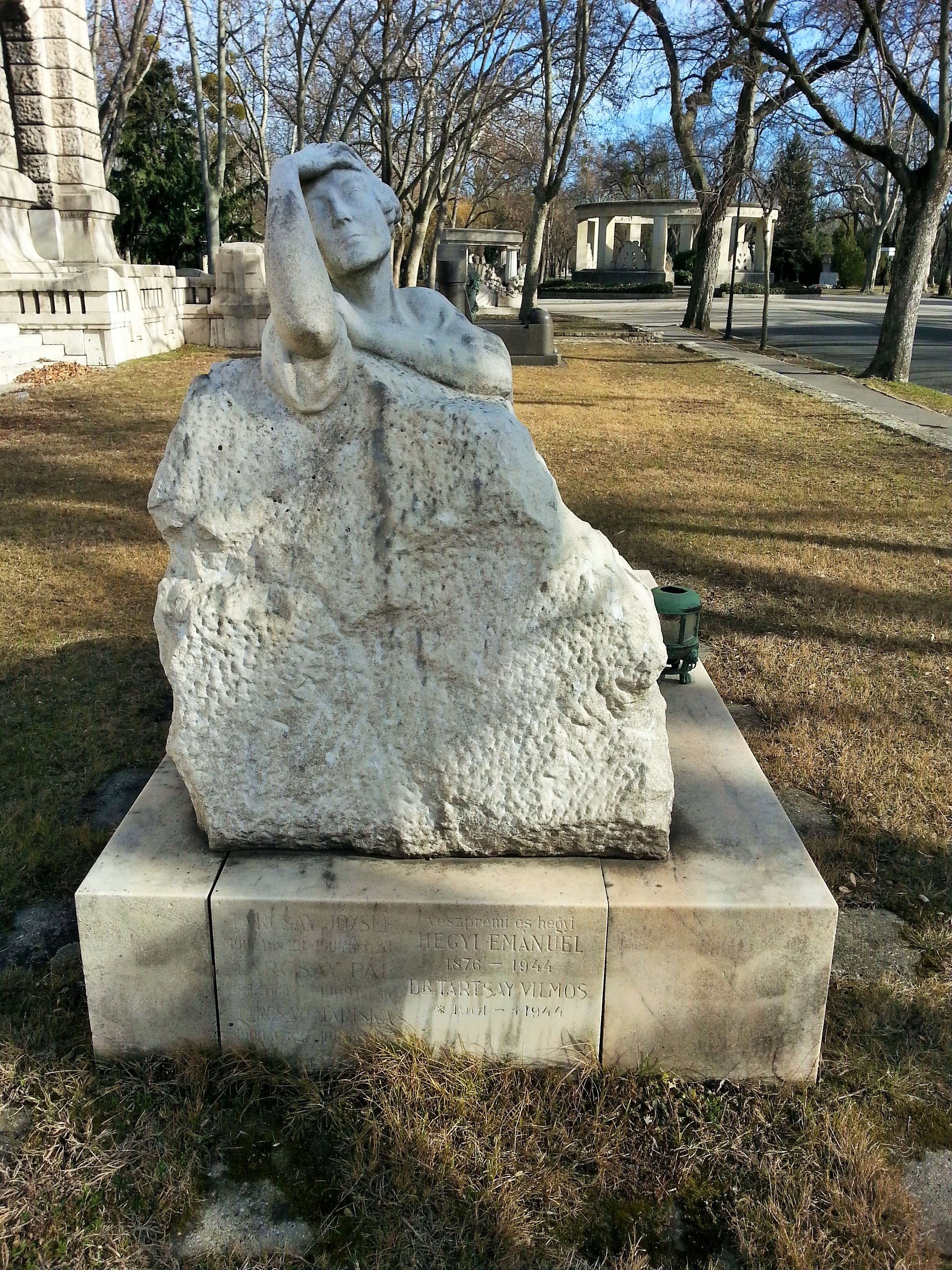
Sírja a Fiumei úti sírkertben. Alkotó: Somló Sári